# Mutuípe
Mutuípe là một đô thị thuộc bang Bahia, Brasil. Đô thị này có diện tích 273,32 km², dân số năm 2007 là 20441 người, mật độ 74,8 người/km².